# Super scription of data
Super scription of data，是日本女歌手島宮榮子第5張單曲CD。2009年6月24日由Frontier Works發行，商品番號為FCCM-267。這首單曲是當年OVA動畫《暮蟬悲鳴時 禮》的片頭曲。本來此單曲打算與OVA的第一卷「羞晒編」在2月25日同時發行，但是後來延期至6月24日。

## 收錄曲
1. Super scription of data - 4:35
作詞：島宮榮子；作曲、編曲：高瀨一矢
OVA動畫《暮蟬悲鳴時 禮》的片頭曲
2. electric universe - 5:44
作詞：島宮榮子；作曲、編曲：SORMA No.1
3. Super scription of data（Instrumental）
4. electric universe（Instrumental）

## 外部連結
- GENEON官方網站：島宮榮子
- 島宮榮子官方網站「SHIMAMIYAN CHANT」